# HMS Ulster (R83)
«Ольстер» (англ. HMS Ulster (R83) — військовий корабель, ескадрений міноносець типу «U» Королівського військово-морського флоту Великої Британії часів Другої світової та Холодної воєн.
Ескадрений міноносець «Ольстер» закладений 12 листопада 1941 року на верфі компанії Swan Hunter у Тайн-енд-Вір. 9 листопада 1942 року він був спущений на воду, а 30 червня 1943 року увійшов до складу Королівських ВМС Великої Британії. Есмінець брав участь у бойових діях на морі в Другій світовій війні діяв на Середземному та Адріатичному морях, забезпечував висадку союзників у Нормандії, бився на Тихому океані. За проявлену мужність та стійкість у боях бойовий корабель заохочений п'ятьма бойовими відзнаками.

## Бойовий шлях

### 1944
У травні 1944 року у ході підготовки до вторгнення союзних військ до Нормандії включений до складу сил «G» Східної оперативної групи флоту, де разом з есмінцями «Гренвілль», «Урса», «Андін», «Андонтед», «Арчін» та «Джервіс» і ескортними міноносцями «Пітчлі», «Кеттісток», «Коттесмор», «Краков'як» провели тренування в бомбардуванні позицій берегової артилерії нацистів на узбережжі Франції.
30 травня 1944 року есмінець включений до складу ударної групи сил вторгнення «E» під прапором контр-адмірала Ф.Далрімпл-Гамільтона, що діяла за планом операції «Нептун». 3 червня 1944 року вийшов з Клайду з крейсерами «Дайадем» і «Белфаст» та есмінцем «Арчін» на прикриття висадки морського десанту на плацдарм «Джуно». З метою підтримки союзних військ на узбережжі Нормандії патрулював підступи до зони вторгнення, діючи разом з есмінцями «Джервіс», «Улісс», «Андонтед», «Андін», «Урса», «Арчін», «Уранія» та ескортними міноносцями «Кеттісток», «Коттесмор», «Пітчлі» і польським «Краков'як», забезпечуючи артилерійську підтримку військам, що висадилися на плацдарм.

### 1945
У січні 1945 року здійснив перехід до Середземного моря, де протягом наступних двох місяців виконував бойові завдання. У березні прибув у розпорядження британського Тихоокеанського флоту, включений до складу оперативної групи 57, з базуванням на атолі Уліті.
1 квітня 1945 року при проведення операції «Айсберг» був атакований японським літаком A6M Zero — камікадзе. Зазнав пошкоджень.